# Janusz Ołdak
 Janusz Ołdak (ur. 15 grudnia 1961) – polski bokser amatorski, wielokrotny medalista mistrzostw Polski seniorów oraz dwukrotny mistrz Polski juniorów. Podczas swojej kariery amatorskiej reprezentował barwy klubu Gwardia Wrocław.

## Kariera amatorska
W 1978 r. odniósł pierwszy triumf na ringach amatorskich, zostając mistrzem Polski juniorów w kategorii muszej. W finale zawodów pokonał Krzysztofa Kanię. Rok później również zdobył mistrzostwo Polski juniorów, ale w wyższej kategorii wagowej, koguciej. 
Dwukrotnie był wicemistrzem Polski seniorów w kategorii piórkowej (1982) oraz lekkiej (1989) oraz trzykrotnie zajmował trzecie miejsce w roku 1981, 1984, 1985.